# Фергюсон, Эллин
Эллин Фергюсон (англ. Allyn Malcolm Ferguson Jr.; 18 октября 1924, Сан-Хосе — 23 июня 2010, Уэстлейк-Виллидж, Калифорния) — американский композитор, известный преимущественно музыкой к телесериалам.

## Биография
Родился 18 октября 1924 года в Сан-Хосе.
Начал играть на трубе в четырёхлетнем возрасте, на фортепиано — в семилетнем. Окончил Университет штата в Сан-Хосе, затем изучал композицию в Париже у Нади Буланже и в музыкальном центре Тэнглвуд у Аарона Копленда. В 1950-е гг. основал Камерный джазовый секстет (англ. Chamber Jazz Sextet), среди заметных работ которого была программа «Картинки с выставки: в джазовых рамках» (англ. Pictures at an Exhibition: Framed in Jazz; 1963) — обработка «Картинок с выставки» Модеста Мусоргского.
Начиная с 1970-х гг. Фергюсон работал преимущественно над созданием музыки для телевидения, кино и больших шоу, в том числе над музыкальным оформлением церемоний вручения премий «Оскар», «Грэмми» и т. п. В 1970-е гг. Фергюсон работал преимущественно в паре с композитором Джеком Элиотом — наиболее известной их совместной работой стала музыка к телесериалу «Ангелы Чарли». В дальнейшем, уже единолично, написал музыку для целого ряда кинофильмов, в том числе «Граф Монте Кристо» (1975), «Человек в железной маске» (1977), «Панчо Барнс» (1988). В 1985 г. стал лауреатом премии «Эмми» за музыку к фильму «Камилла».